# Wielka Gwiazda (Sopoty)
Wielka Gwiazda (česky Velká hvězda) je významný turistický a cykloturistický rozcestník několika cest  a místo zaniklé populární restaurace v Trojměstském krajinném parku (Trójmiejski Park Krajobrazowy) v Sopotech v Pomořském vojvodství v severním Polsku. Historicky zde také vedla prastará Jantarová stezka spojující sever a jih Evropy.

## Další informace
‎Od roku 1895 se zde nacházela populární velká lesní restaurace "Grosser Stern", kterou postavil sopotský občan Paul Senff. V březnu 1945 byla restaurace podpálená a zničená vojáky ‎‎Rudé armády.‎‎ Z restaurace se zachovaly pouze fragmenty základů budovy.‎  Do roku 1906 se poblíž provozovala sezónní linka koněspřežné dráhy. Wielka Gwiazda se nachází v bukových a borovicových lesích.

## Galerie

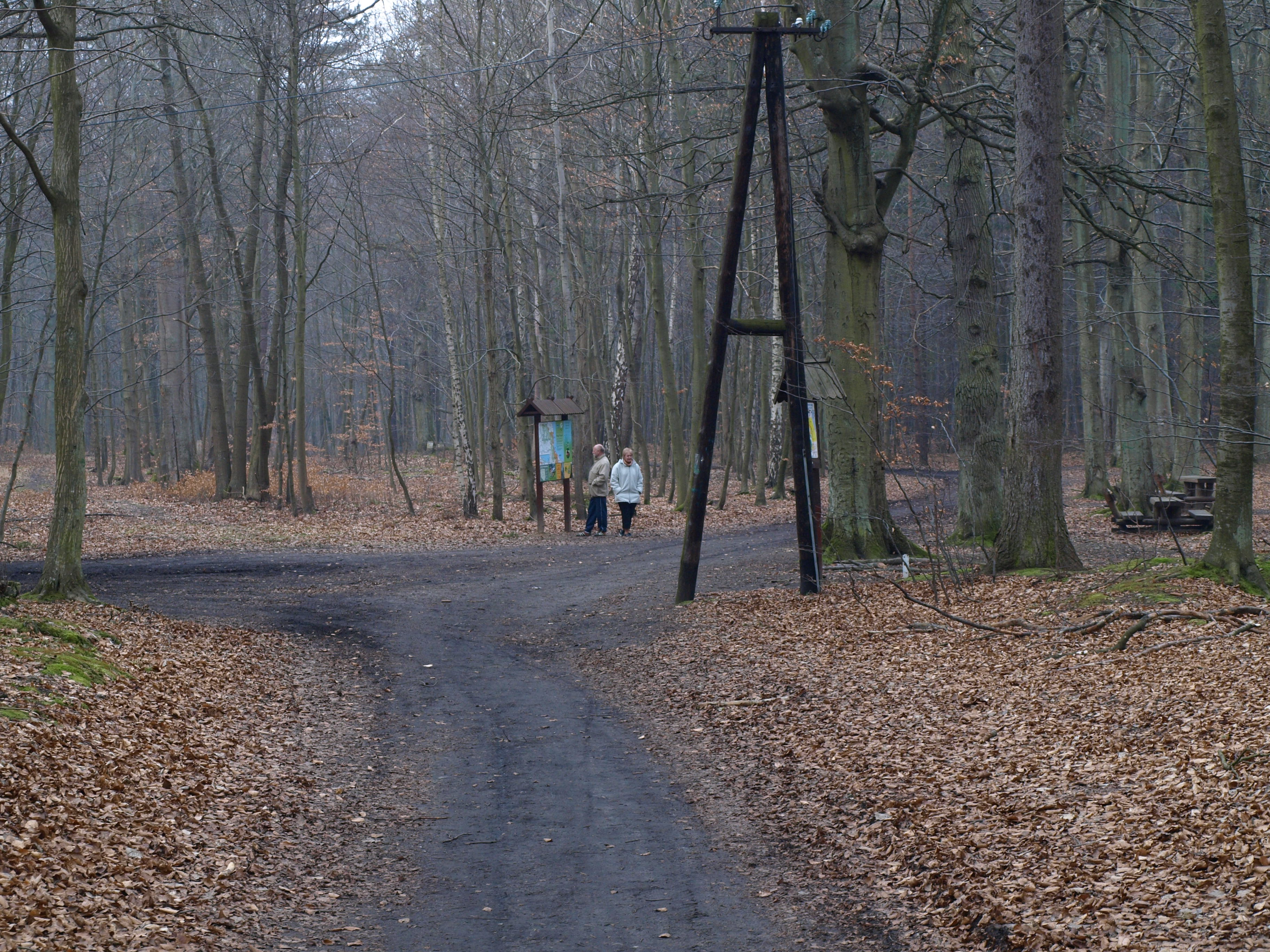
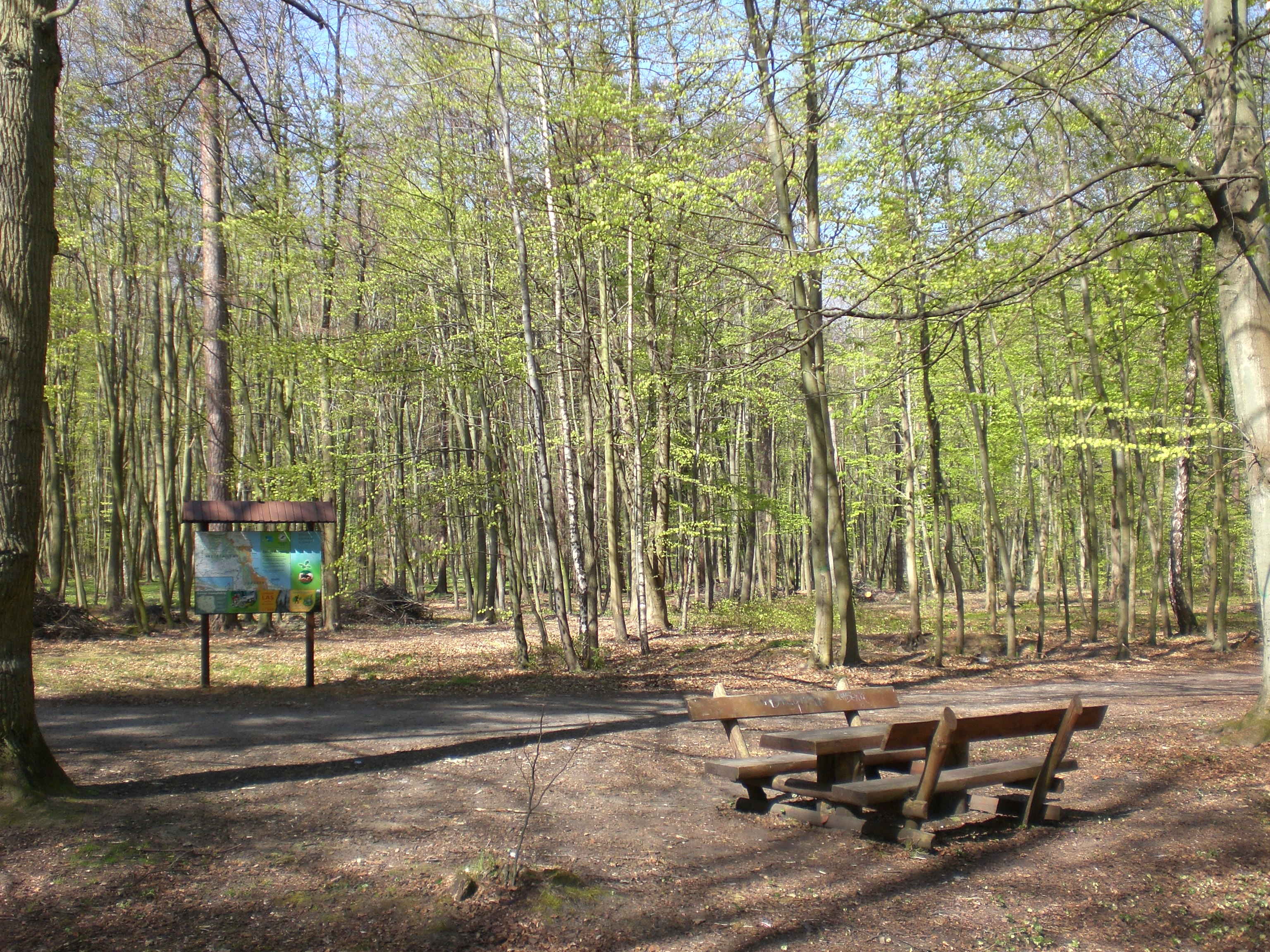